# Gianfranco Gallone
Gianfranco Gallone (Ceglie Messapica, 20 aprile 1963) è un arcivescovo cattolico italiano, dal 3 gennaio 2023 nunzio apostolico in Uruguay.

## Biografia
Gianfranco Gallone è nato a Ceglie Messapica il 20 aprile 1963.

### Formazione e ministero sacerdotale
Ha conseguito la laurea in Diritto canonico e la licenza in Teologia liturgica. Il 3 settembre 1988 venne ordinato presbitero a Oria dal vescovo Armando Franco. Ha poi lavorato come educatore e cerimoniere vescovile al Seminario Diocesano San Carlo Borromeo di Oria e ha compiuto studi di storia ecclesiastica locale.
Ha continuato a formarsi alla Pontificia accademia ecclesiastica, per poi entrare nel 2000 nel corpo diplomatico della Santa Sede, prestando servizio in India, Israele, Mozambico, Slovacchia, Svezia e, più recentemente, nella Sezione per i Rapporti con gli Stati della Segreteria di Stato della Santa Sede nel ruolo di officiale.

### Ministero episcopale
Il 2 febbraio 2019 papa Francesco lo ha nominato arcivescovo titolare di Mottola e nunzio apostolico in Zambia. Ha ricevuto l'ordinazione episcopale il 19 marzo nella basilica di San Pietro in Vaticano dal cardinale Pietro Parolin, segretario di Stato, co-consacranti il cardinale Fernando Filoni, prefetto della Congregazione per l'evangelizzazione dei popoli, e il vescovo di Oria Vincenzo Pisanello. L'8 maggio gli è stato anche conferito l'incarico di nunzio apostolico in Malawi.
Il 3 gennaio 2023 lo stesso papa lo ha nominato nunzio apostolico in Uruguay.

## Genealogia episcopale e successione apostolica
La genealogia episcopale è:
- Cardinale Scipione Rebiba
- Cardinale Giulio Antonio Santori
- Cardinale Girolamo Bernerio
- Arcivescovo Galeazzo Sanvitale
- Cardinale Ludovico Ludovisi
- Cardinale Luigi Caetani
- Cardinale Ulderico Carpegna
- Cardinale Paluzzo Paluzzi Altieri degli Albertoni
- Papa Benedetto XIII
- Papa Benedetto XIV
- Papa Clemente XIII
- Cardinale Bernardino Giraud
- Cardinale Alessandro Mattei
- Cardinale Giacomo Filippo Fransoni
- Cardinale Pietro Francesco Galleffi
- Arcivescovo Antonio Saverio De Luca
- Arcivescovo Gregor Leonhard Andreas von Scherr
- Arcivescovo Friedrich von Schreiber
- Vescovo Franz Joseph von Stein
- Arcivescovo Joseph von Schork
- Vescovo Ferdinand von Schlör
- Arcivescovo Johann Jakob von Hauck
- Vescovo Ludwig Sebastian
- Cardinale Joseph Wendel
- Arcivescovo Josef Schneider
- Vescovo Josef Stangl
- Papa Benedetto XVI
- Cardinale Pietro Parolin
- Arcivescovo Gianfranco Gallone

La successione apostolica è:
- Vescovo Edwin Mulandu (2021)
- Vescovo Raphael Mweempwa (2022)